# Echiothrix leucura
Echiothrix leucura је врста глодара из породице мишева (Muridae).

## Распрострањење
Ареал врсте је ограничен на једну државу. Север индонежанског острва Сулавеси је једино познато природно станиште врсте.

## Станиште
Станиште врсте су шуме на надморској висини од нивоа мора до 1.100 m.

## Угроженост
Ова врста се сматра угроженом.